# Partido Socialista Popular (Argentina)
El Partido Socialista Popular (PSP) fue un partido político argentino fundado en 1972 como consecuencia de la fusión del Partido Socialista Argentino (PSA), el Movimiento de Acción Popular Argentino (MAPA) y otros grupos menores.

## Historia
El PSP llevó adelante, dentro de la tradición del socialismo Argentino, una relectura tanto del Peronismo como del Radicalismo   así como se volcó tanto a la formación en el Marxismo como a una orientación de política de masas   proponiendo un programa con base en nacionalizaciones de los monopolios extranjeros.  
Durante la década de los 80´s ira poniendo mayor énfasis en la democracia participativa   y en el compromiso democrático. 
El PSP  tuvo un desarrollo especialmente importante en la provincia de Santa Fe de Argentina. En 1987 Guillermo Estévez Boero resultó elegido diputado nacional por Santa Fe, constituyéndose en el primer parlamentario socialista electo desde la muerte de Alfredo Palacios en 1965. En 1989 el PSP ganó en la ciudad de Rosario, la segunda ciudad del país, gobernando ininterrumpidamente desde entonces los intendentes socialistas populares Héctor Cavallero (1989-1995) y Hermes Binner (1995-2003). 
El brazo universitario del PSP, el Movimiento Nacional Reformista (MNR), ha sido una de las organizaciones estudiantiles más representativas desde la década de 1970, habiendo alcanzado varias veces la presidencia o la secretaría general de la Federación Universitaria Argentina (FUA), y de varias federaciones universitarias locales logrando así una de las mayores fuerzas estudiantiles de Argentina.
El PSP tenía la representación del socialismo argentino en la Internacional Socialista y en la Coordinación Socialista Latinoamericana.
En 2002 el Partido Socialista Popular (PSP) se fusionó con el Partido Socialista Democrático (PSD), dando lugar a la refundación del Partido Socialista.

## Resultados electorales

### Elecciones presidenciales
|  | 0.14 % |

|  | 1.43 % |

|  | 29.30 % |

|  | 48.37 % |

### Elecciones a la cámara de diputados
|  | 0,03 % |

|  | 0,26 % |

|  | 1,44 % |

|  | 1,60 % |

|  | 2,67 % |

|  | 5,59 % |

|  | 1,82 % |

|  | 21,00 % |

|  | 36,31 % |

|  | 39,64 % |

|  | 9,02 % |

### Elecciones al senado
| Año  | Votos     | %                | Bancas    | Bancas      | Bancas   | Bancas      | Senadores | Alianza |
| Año  | Votos     | %                | Obtenidas | +/-         | En total | +/-         | Senadores | Alianza |
| ---- | --------- | ---------------- | --------- | ----------- | -------- | ----------- | --------- | --- |
| 1973 | Sin datos | Sin datos        | 0/69      | Sin cambios | 0/69     | Sin cambios |           | |
| 1983 | Sin datos | Sin datos        | 0/46      | Sin cambios | 0/46     | Sin cambios |           | |
| 1986 | Sin datos | Sin datos        | 0/15      | Sin cambios | 0/46     | Sin cambios |           | Unidad Socialista |
| 1989 | Sin datos | Sin datos        | 0/16      | Sin cambios | 0/46     | Sin cambios |           | Unidad Socialista |
| 1992 | Sin datos | Sin datos        | 0/17      | Sin cambios | 0/48     | Sin cambios |           | Unidad Socialista |
| 1995 | Sin datos | Sin datos        | 0/40      | Sin cambios | 0/72     | Sin cambios |           | Frente País Solidario |
| 1998 | Sin datos | Sin datos        | 0/17      | Sin cambios | 0/72     | Sin cambios |           | Alianza para el Trabajo, la Justicia y la Educación |
| 2001 | 2.175.603 | \| \| 14,95 % \| | 0/72      | Sin cambios | 0/72     | Sin cambios |           | Ver alianzas:Frente Cívico y Social en Catamarca Alianza PSP - PSD en Córdoba Alianza para el Trabajo, la Justicia y la Educación en Buenos Aires, CABA, Mendoza, Neuquén, Salta, Santa Fe, Santiago del Estero y Tucumán Frente de Todos en Chaco Frente de la Gente en Misiones y Tierra del Fuego Alternativa por una República de Iguales en San Luis Sin alianzas en La Pampa, Río Negro, San Juan |
|      | 14,95 %   |                  |           |             |          |             |           | |

### Elecciones legislativas en Capital Federal
|  | 1,41 % |

|  | 1,71 % |

|  | 4,57 % |

|  | 7,51 % |

|  | 10,70 % |

|  | 34,71 % |

|  | 56,03 % |

|  | 36,66 % |